# TT Circuit Assen

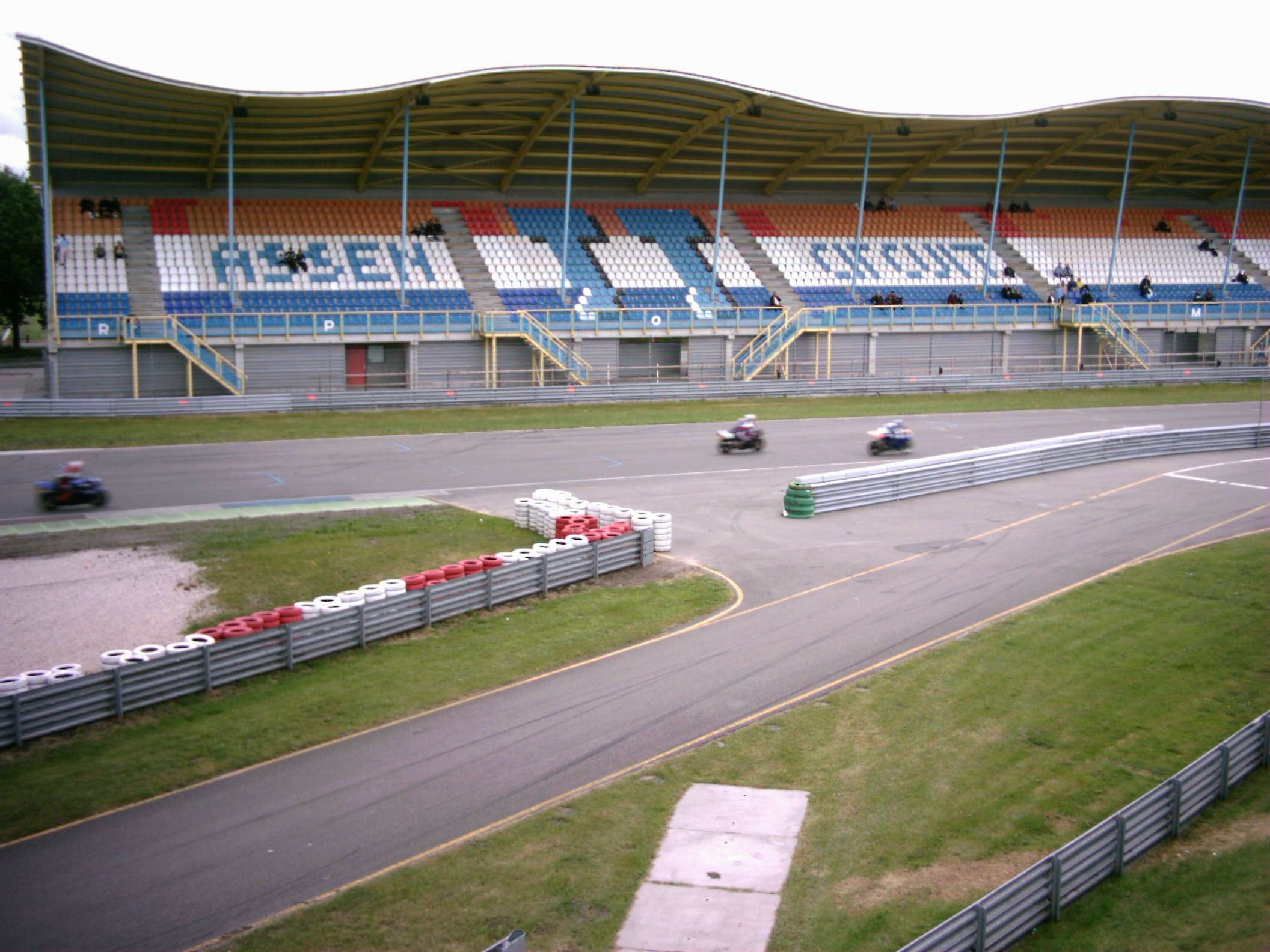
TT Circuit Assen 2006.

TT Circuit Assen är en nederländsk racerbana som används främst för roadracing, men även för bilar. Den första banan byggdes redan 1925 och användes fram till 1955, då en helt ny bana byggdes. Den renoverades 2006.

## Externa länkar

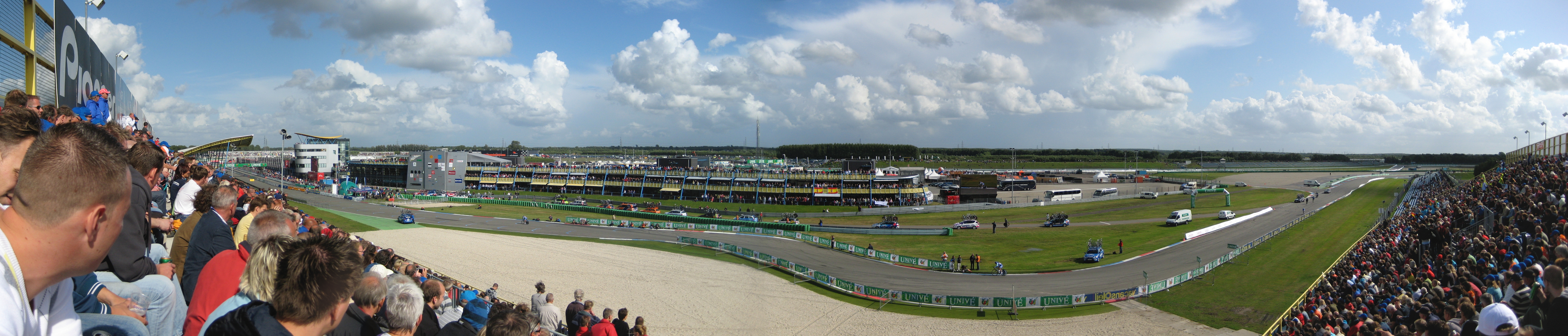
TT Circuit Assen 2009.